# Theatrum mundi
Theatrum mundi (lat. „Welttheater“) ist eine Metapher für die Eitelkeit und Nichtigkeit der Welt, die in Renaissance und Barock häufig gebraucht wird. Mit dem Vorwand der Warnung (siehe Vanitas) wurden solche Welttheater mit aufwendigen Mitteln inszeniert (etwa Das große Welttheater, Bauernkriegspanorama). Diese Tradition der Schaustellungen hat sich über Jahrhunderte erhalten. – Seit dem 19. Jahrhundert wird unter dem Begriff vornehmlich ein mechanisches Miniaturtheater verstanden. Auch die Mechanik war vor der modernen Aufwertung der Ingenieurtechnik ein Sinnbild der Nichtigkeit.

## Antike und Mittelalter
Der Ausdruck Theatrum mundi „entspricht der Weltanschauung, in der das ganze Welttreiben ein vorüberziehendes Schauspiel ist und infolgedessen jedes menschliche Wesen seine vom Schicksal (in der Antike) oder von Gott (im christlichen Theater) auferlegte Rolle zu spielen hat“. Als literarisches Motiv und Gleichnis ist er in der römischen Antike seit den Stoikern und im Mittelalter von Augustinus an verbreitet. Im Barocktheater, bei Lope de Vega, Pedro Calderón de la Barca und Shakespeare wird oft in Monologen der Hauptfiguren über den Schauspiel-Charakter des Lebens philosophiert, über seine Flüchtigkeit, Äußerlichkeit oder Fremdbestimmtheit.

## Mechanisches Welttheater
Ein Bestandteil von Puppentheater-Programmen im 19. Jahrhundert war häufig ein „Theater im Theater“, ein „Theatrum mundi“ oder „mechanisches Welttheater“ mit bunt bemalten Figuren aus Pappe oder Blech, die auf mehreren Laufschienen über die Bühne gezogen wurden. Die einzelne Figur wurde dabei durch Exzenter-Räder und raffinierte Übersetzungen bewegt. Der Puppentheater-Direktor des 19. Jahrhunderts baute diese mechanischen Schaubühnen wie auch seine Marionetten bzw. Fantoches oft selbst und bezeichnete sich deshalb stolz als „Mechanikus“.
Während der Marionettenvorstellung war das Theatrum mundi im Durchbruchsprospekt verdeckt, im Anschluss bestritt es das so genannte Nachspiel. Einige Puppenspieler bezogen das Theatrum mundi geschickt in ihre Stücke ein: „Dr. Faust. Im 5. Akt wird Fausts Höllenfahrt im Theatrum mundi dargestellt“ oder „Fridolin oder der Gang nach dem Eisenhammer. Großes Ritterschauspiel in 5. Akten. Im 3. Und 4. Akt großes Eisenhammerwerk, ganz neu gemalt und mechanisch eingerichtet. Man sieht die Glühöfen und den Eisenhammer in Tätigkeit.“
Als ein Vorläufer der Kino-Wochenschau ließ das Theatrum mundi die Zuschauer einen Blick in die weite Welt tun. Es war eine Maschinenkomödie im Kleinen. Die Vorstellung aktueller Ereignisse wechselte im Programm mit exotischen und lehrreich-unterhaltsamen Bildern. Panoramaähnliche Dekorationen, Licht- und Geräuscheffekte sowie rasche Verwandlungen mit Klappkulissen belebten die Darstellung von Schlachten, Jahrmärkten, biblischen und historischen Szenen, geographischen Bildern im Wandel der Jahreszeiten mit bewegter See, Gewittern, Mondschein und Vulkanausbrüchen.”

„Laut heutiger Anzeige wird Th. Bläser’s original-mechanisches Theater dieser Tage hier zur Besichtigung aufgestellt sein. Über dasselbe wird geschrieben: Man verwechsle das mechanische Theater nicht mit einem Panorama oder irgendeinem anderen Institut, in welchem man durch Gläser sieht, sondern man denke sich vielmehr ein wirkliches Theater, bei welchem die handelnden Wesen durch einen sinnreichen und kunstvollen Mechanismus wie belebt auf der Bühne erscheinen. Während aber bei einem wirklichen Theater die Verwandlungen der Szenerien fast ausschließlich hinter geschlossenem Vorhang erfolgen, vollziehen sich hier die Veränderungen in stetem Gange ohne Unterbrechung der Handlung vor den Augen des Beschauers. In endloser Folge wechseln Landschaft und Himmel, Nacht und Tag, Sonnenschein und Gewitterluft. Bald ist der Vordergrund das blauer Meer mit seinen schäumenden Wellen, auf denen Dreimaster und Dampfschiffe kommen und gehen, bald ist es die Landstraße oder das freie Land, wo Menschen und Tiere in freiester Weise agieren. Kein leitender Draht, keine regierende Hand ist dabei zu sehen, nicht verrät das wunderbare Getriebe. Nur die geistreich benutzten Forschungen auf dem Gebiete der Mechanik und die angewandten Erfahrungen ermöglichen die reiche Handlung. Kunst und Mechanik feiern in diesem Theater gleiche Triumphe.“

Auf dem Jahrmarkt waren große Theatra mundi oft alleinige Attraktion einer Schaubude. Ein beliebtes Sujet waren dabei Bergwerke, große Gruben „en miniature“, die ihren Ursprung in den tragbaren „Buckelbergwerken“ hatten, mit denen (invalide) arbeitslose Bergleute aus dem Erzgebirge herumzogen.
Die Figuren der Buckelbergwerke und „mechanischen Bergwerke“ in Schaubuden waren oft vollplastisch, die Übergänge zu den mechanischen Theatern mit plastischen Figuren und den Automaten-Kabinetten waren fließend.